# Bundesamt für Verkehr

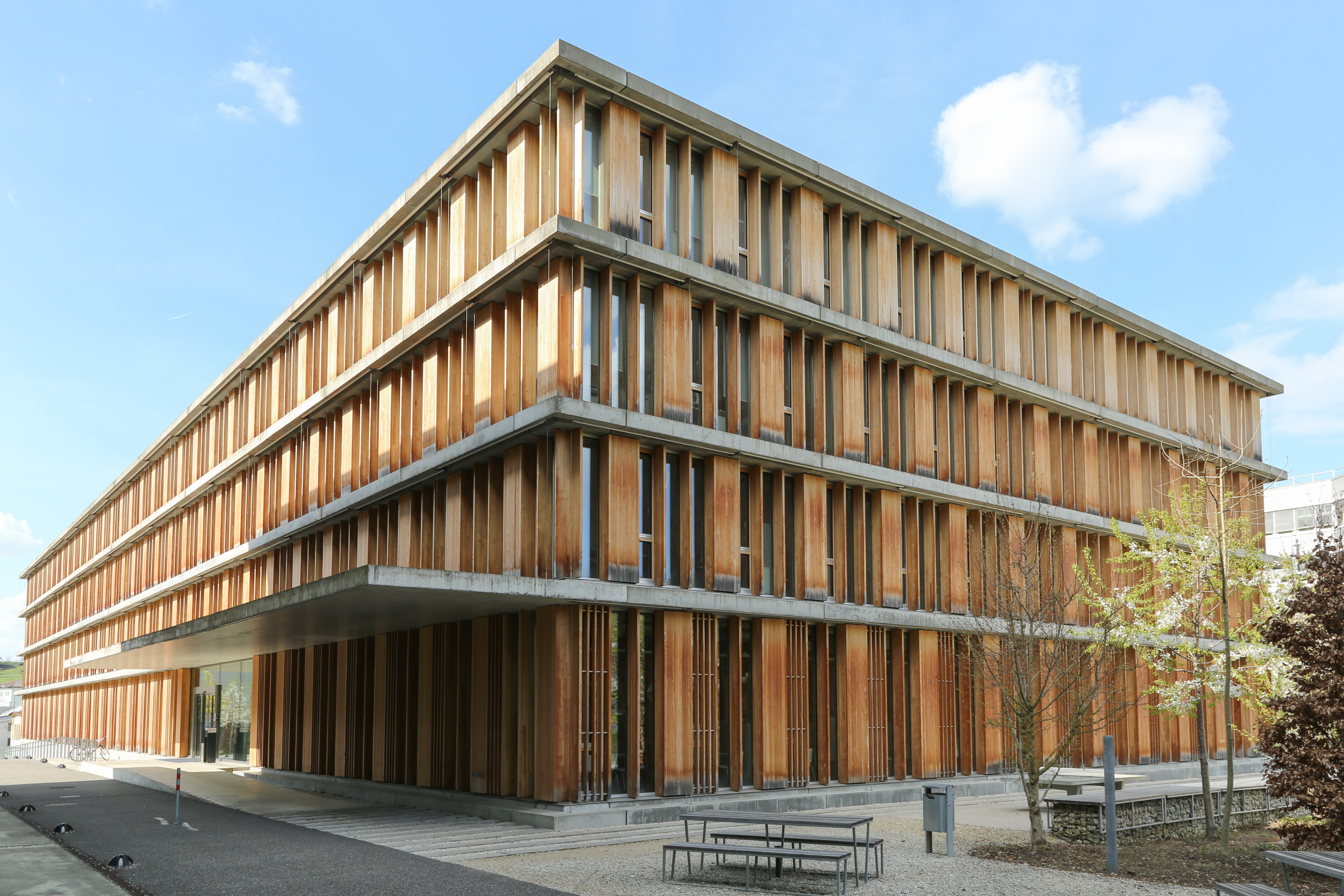
Gebäude des BAV aus südöstlicher Richtung

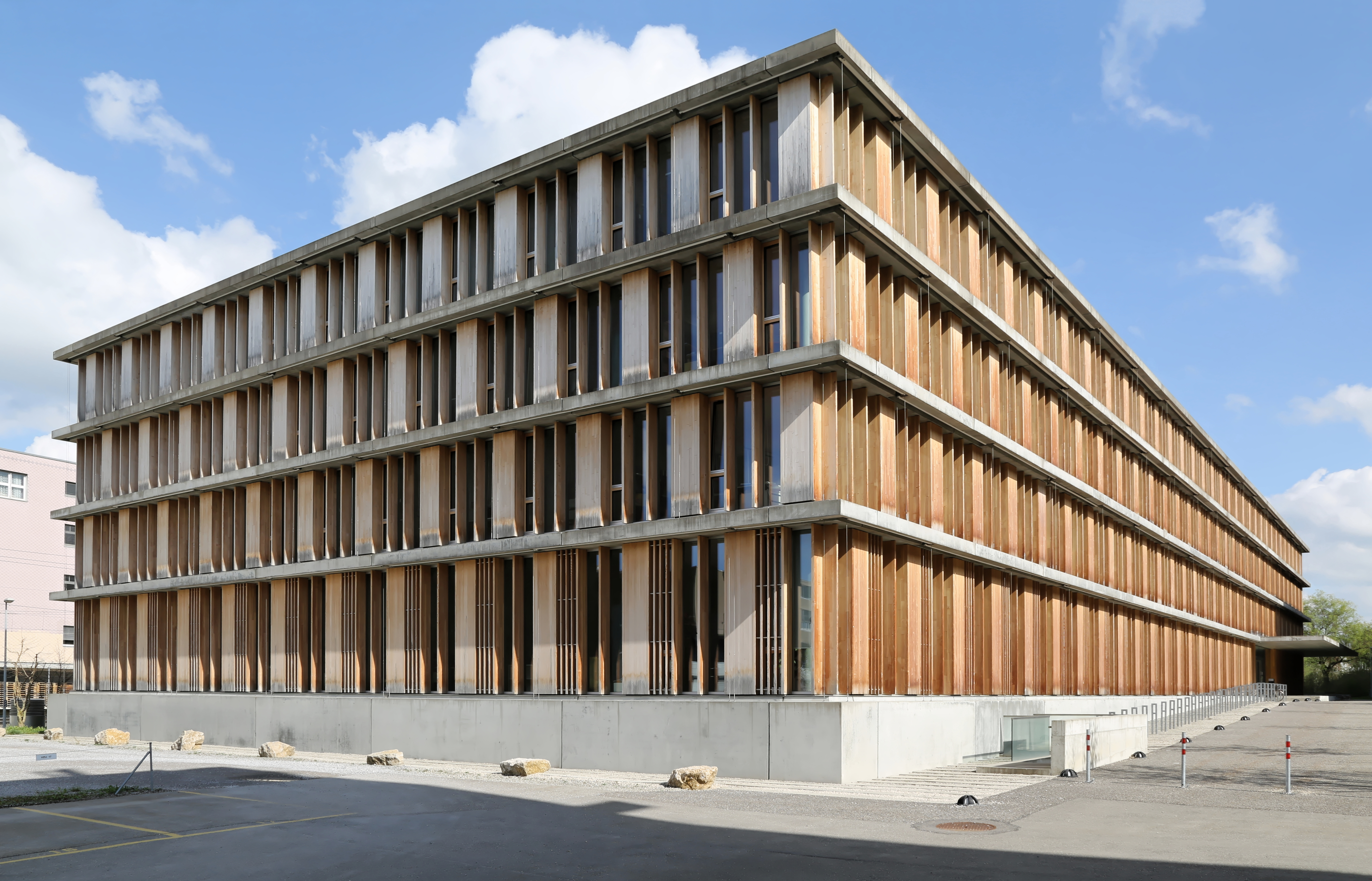
Gebäude des BAV aus westlicher Richtung

Das Bundesamt für Verkehr BAV (französisch Office fédéral des transports OFT, italienisch Ufficio federale dei trasporti UFT, rätoromanisch Uffizi federal da traffic UFT) ist eine Bundesbehörde der Schweizerischen Eidgenossenschaft. Es befasst sich mit dem öffentlichen Verkehr in der Schweiz, d. h. mit Eisenbahnen, Seilbahnen, Trolleybussen, Autobussen und Schiffen. Zudem ist es zuständig für verschiedene Aspekte des Güterverkehrs. Es setzt die Politik der Regierung (Bundesrat), des Parlaments und der Schweizer Stimmberechtigten (Souverän) in diesen Bereichen um. Das BAV ist dem Eidgenössischen Departement für Umwelt, Verkehr, Energie und Kommunikation UVEK unterstellt. Im Amt arbeiten 350 (Stand: 2023) Beschäftigte in den fünf Abteilungen Betriebswirtschaft und Organisation, Infrastruktur, Finanzen, Sicherheit sowie Politik. Als Direktorin amtiert seit 1. August 2024 Christa Hostettler, die zuvor als Leiterin Markt und Kunden und Mitglied der Geschäftsleitung bei der Postauto AG tätig war. Ihr Vorläufer im Amt von 2010 bis Juli 2024 war Peter Füglistaler, zuvor Mitglied der Geschäftsleitung der SBB.
Das BAV engagiert sich für einen leistungsfähigen, umweltfreundlichen, sicheren und attraktiven öffentlichen Verkehr und Güterverkehr. Daraus ergibt sich eine enge Zusammenarbeit mit den Unternehmen des öffentlichen Verkehrs (konzessionierte Transportunternehmen KTU) und des Güterverkehrs sowie der Politik. 

## Geschichte
1935 wurde die bisherige Eisenbahnabteilung des Post- und Eisenbahndepartements in Eidgenössisches Amt für Verkehr EAV umbenannt. Neu war das Amt auch zuständig für Gesamtverkehrsfragen, insbesondere das Verhältnis zwischen Bahn- und Strassenverkehr sowie die Tourismusförderung. 1979 erfolgte die Umbenennung des Amtes in Bundesamt für Verkehr.

## Aufsichtsbehörde
Das Bundesamt für Verkehr ist die Aufsichtsbehörde im öffentlichen Verkehr. Es kontrolliert stichproben- und risikoorientiert, ob die Unternehmen des öffentlichen Verkehrs und des Schienengüterverkehrs ihre gesetzlichen Verantwortlichkeiten wahrnehmen.  Das BAV übt seine Aufsichtstätigkeit dort aus, wo ein gesetzlicher Auftrag besteht. Die Aufsicht ist also nicht generell, sondern betrifft die von Gesetzen, Verordnungen oder völkerrechtlichen Verträgen explizit vorgesehenen Aspekte. Das sind namentlich verschiedene Vorgaben in den Spezialgesetzen für den ÖV und den Güterverkehr (Personenbeförderungsgesetz, Eisenbahngesetz, Seilbahngesetz, Gütertransportgesetz etc.). Zudem überwacht das BAV auch die Einhaltung weiterer, nicht verkehrsspezifischer Gesetze (z. B. Umweltschutzgesetz, Subventionsgesetz, Behindertengleichstellungsgesetz) durch die Verkehrsbetriebe. Die konkreten Aufsichtsaufgaben des BAV können von Gesetz zu Gesetz unterschiedlich definiert sein. Die wichtigste Aufsichtsfunktion fokussiert auf die Sicherheit. Dort übt das BAV seine Aufsicht mit Betriebskontrollen, Audits und Inspektionen aus. Zudem kommt die Aufsichtsrolle auch bei der Behandlung von Plangenehmigungen, Konzessionen und der Erteilung von Betriebsbewilligungen zum Tragen sowie bei dem Erlass und der Aktualisierung von Vorschriften, beispielsweise im Bereich der Cybersicherheit.

## Finanzierung, Planung und Gestaltung
Eine weitere wichtige Aufgabe des BAV ist die Finanzierung des ÖV. Aus dem Bundesbudget teilt es pro Jahr rund 1 Milliarde Franken für Leistungen des nicht rentablen regionalen Personenverkehrs zu (S-Bahnen, Überland-Busse etc.) und aus dem Bahninfrastrukturfonds für den Substanzerhalt, Betrieb und Ausbau des Eisenbahnnetzes 4 bis 5 Milliarden Franken (Stand 2023). Ausserdem führt das BAV den Planungsprozess für den weiteren Ausbau des Bahnnetzes, dies unter Einbezug der Kantone und der Verkehrsunternehmen. Im Zentrum stehen für die nächsten Jahrzehnte verschiedene Grossprojekte aus den Ausbauschritten 2025 und 2035 sowie aus dem Programm ZEB. Zudem setzt das Amt die Verlagerungspolitik um, also die Verlagerung des Gütertransports durch die Alpen von der Strasse auf die Schiene, und entwickelt sie fortlaufend weiter. Das BAV trägt somit Wesentliches zum Betrieb und zur Weiterentwicklung des öffentlichen Verkehrs und des Güterverkehrs in der Schweiz bei.

## Weitere Aufgaben
Das Amt ist zuständig für die Koordination der schweizerischen Verkehrspolitik mit der EU und den Nachbarländern. Es steuert die Umsetzung des Behindertengleichstellungsgesetzes im Bereich der Bahn. Es ist auch zuständig für die Schaffung von rechtlichen und planerischen Rahmenbedingungen für ein unterirdisches Gütertransportsystem sowie für zahlreiche weitere Aufgaben.

## Personalbestand ab 2001
| Jahr | Vollzeitstellen |
| ---- | --------------- |
| 2001 | 236             |
| 2002 | 254             |
| 2003 | 252             |
| 2004 | 249             |
| 2005 | 243             |
| 2006 | 252             |
| 2007 | 246             |
| 2008 | 248             |
| 2009 | 255             |
| 2010 | 265             |
| 2011 | 264             |
| 2012 | 264             |
| 2013 | 266             |
| 2014 | 284             |
| 2015 | 287             |
| 2016 | 284             |
| 2017 | 279             |
| 2018 | 277             |
| 2019 | 278             |
| 2020 | 288             |
| 2021 | 293             |
| 2022 | 299             |
| 2023 | 302             |
| 2024 | 306             |